# Trevor Bilney
Trevor Bilney (13 de diciembre de 1958) es un deportista australiano que compitió en judo. Ganó una medalla de bronce en el Campeonato de Oceanía de Judo de 1977 en la categoría de –60 kg.

## Palmarés internacional
| Campeonato de Oceanía | Campeonato de Oceanía | Campeonato de Oceanía | Campeonato de Oceanía |
| Año                   | Lugar                 | Medalla               | Categoría             |
| --------------------- | --------------------- | --------------------- | --------------------- |
| 1977                  | Melbourne (Australia) | Medalla de bronce     | –60 kg                |